# Fluminimaggiore
Fluminimaggiore – miejscowość i gmina we Włoszech, w regionie Sardynia, w prowincji Sud Sardynia. Graniczy z Arbus, Buggerru, Gonnosfanadiga i Iglesias.
Według danych na rok 2010 gminę zamieszkiwały 2992 osoby, 29 os./km².